# Ибраев, Бообек
Бообек Ибраев (19 марта 1935, Чон-Кызыл-Суу, Киргизская АССР — 5 июня 2000, Бишкек) — киргизский и советский деятель культуры, театральный режиссёр-постановщик, Заслуженный деятель искусств Киргизской ССР, Народный артист Киргизской Республики (1995).

## Биография
После ранней смерти отца воспитывался во Фрунзенской школе-интернате. После её окончания учился в Институте водных ресурсов в Москве. Окончил Ташкентский театрально-художественный институт им. А. Н. Островского.
Служил c 1971 г. главным режиссёром в пяти театрах Киргизии.
Бообек Ибраев является одним из выдающихся деятелей киргизского театрального искусства наряду с такими режиссёрами, как Медербек Назаралиев и Токтоболот Абдумомунов. Театральный режиссёр, поднявший в своё время полупрофессиональный высокогорный Нарынский областной музыкально-драматический театр на уровень высококлассных театров. Затем он десять лет создавал «эпоху Ибраева» в Киргизском драматическом театре, открывая зрителю таких великолепных артистов, как С. Джумадылов, Г. Дулатова, Ж. Сейдакматова, А. Кыдырназаров, Т. Турсунбаева, А. Усупбеков, Г. Ажыбекова, А. Чокубаев.
Лучшими спектаклями режиссёра были признаны: «Ашырбай» Т. Абдумомунова, «Трибунал» А. Макаёнка, «Ромео и Джульетта» В. Шекспира, «В ночь лунного затмения» Мустая Карима, «Уркуя» Н. Байтемирова, «Золотая чаша» и «И придет весна долгожданная» Б. Жакиева, «Древняя сказка», «Жених и невеста», «Праздник в каждом доме» М. Байжиева, «Любовь Омара Хаяма» К. Мамбетакунова, трилогия киргизского эпоса «Манас».
Он ставил также и комедийные спектакли. Например, «Ох, уж эти молодожены» М. Касенова, «Древняя сказка» М. Байджиева, «Цепочка» Анара. По своему призванию, Б. Ибраев был режиссёром масштабных постановок.
Ибраев воспитал в стенах театральной студии, как педагог многих известных театральных деятелей.
В начале 1980-х годов из-за своей творческой позиции, выраженной в нежелании ставить идеологические постановки, Бообек Ибраев подвергся гонениям со стороны власти.

## Награды
- Заслуженный деятель искусств Киргизской ССР
- Народный артист Киргизской Республики (1995)

## Память
- В 2014 году творческой интеллигенцией Киргизии было инициировано создание общественного благотворительного фонда «Бообек» в честь выдающегося режиссёра XX-го столетия, народного артиста Кbргbзской Республики Бообека Ибраева. Фонд создан с целью поддержки одарённой талантливой молодежи, популяризации театрального искусства среди населения, в частности, в регионах страны.
- В 2015 в родном селе театрального режиссера открыт дом-музей Бообека Ибраева.
- Национальной киностудией «Киргизфильм» в 2015 г. снят документальныё фильм, посвящённый известному деятелю культуры Киргизии «Бообек Ибраев».